# Apamea melania
Apamea melania är en fjärilsart som beskrevs av Lambert-Joseph-Louis Lambillion. Apamea melania ingår i släktet Apamea och familjen nattflyn. Inga underarter finns listade i Catalogue of Life.